# Санабрия, Даниэль
Даниэ́ль Сана́брия (исп. Daniel Horacio Sanabria Gueyraud) (8 февраля 1977, Асунсьон) — парагвайский футболист, выступавший в 2001—2003 годах за сборную Парагвая.

## Биография
Даниэль Санабрия начал карьеру в команде «Спорт Колумбия» из пригорода Асунсьона Фернандо-де-ла-Мора в 1995 году. В 1999 году перешёл в клуб Высшего дивизиона «12 октября», но уже спустя год отправился в Японию, в команду Второй лиги «Сёнан Бельмаре».
С 2001 по 2004 год выступал за один из сильнейших клубов Парагвая, «Либертад», в составе которого дважды становился чемпионом страны. В 2002 году уезжал на правах аренды играть за «Киото Пёрпл Санга», однако не провёл в Джей-лиге ни одного матча.
В 2005 году выступал за чилийский «Коло-Коло», затем вернулся в Парагвай, присоединившись к «Спортиво Лукеньо». В следующем году Санабрия выступал за самый титулованный клуб Парагвая, «Олимпию», но сыграл за «чёрно-белых» лишь в семи матчах чемпионата.
С 2007 года Санабрия часто менял команды за пределами родины. После выступлений за колумбийский «Индепендьенте» из Медельина в 2008 году он завершил карьеру, однако в 2011 году подписал контракт с эквадорским «Депортиво Кеведо», выступавшим во Втором дивизионе.
В 2001 и 2003 годах Даниэль Санабрия сыграл за национальную сборную Парагвая семь матчей. В 2002 году он был в заявке сборной на чемпионате мира, однако так и не сыграл ни в одном матче. В 2001 году выступал на Кубке Америки. На этом турнире Санабрия был игроком основного состава «альбирохи» во всех трёх матчах, однако команда не сумела выйти из группы.

## Статистика за сборную
| Сборная Парагвая | Сборная Парагвая | Сборная Парагвая |
| Год              | Матчи            | Голы             |
| ---------------- | ---------------- | ---------------- |
| 2001             | 6                | 0                |
| 2003             | 1                | 0                |
| Итого            | 7                | 0                |

## Титулы
- Чемпион Парагвая (2): 2002, 2004